# Armando Guebuza
Armando Emílio Guebuza (ur. 20 stycznia 1943 w prowincji Nampula) – polityk mozambicki, prezydent Mozambiku od 2 lutego 2005 do 15 stycznia 2015.

## Życiorys
Czołowy działacz partii rządzącej Front Wyzwolenia Mozambiku (FRELIMO), były członek jej Biura Politycznego. Po śmierci prezydenta Samory Machela w wypadku lotniczym w październiku 1986, przez około dwa tygodnie sprawował wraz z innymi członkami Biura Politycznego FRELIMO obowiązki głowy państwa (ostatecznie szefem państwa został Joaquim Chissano). Pełnił także funkcję ministra spraw wewnętrznych (dwukrotnie) i transportu. Od 2002 pełni funkcję Sekretarza Generalnego FRELIMO.
Guebuza był faworytem wyborów prezydenckich w dniach 1 i 2 grudnia 2004, rozpisanych w związku z rezygnacją Chissano po 18-letnim okresie sprawowania prezydentury; wygrał wybory uzyskując ponad 63% głosów, został zaprzysiężony 2 lutego 2005.
W wyborach prezydenckich 28 października 2009 uzyskał reelekcję na stanowisku szefa państwa.
15 stycznia 2015 na stanowisku głowy państwa zastąpił go wyłoniony w wyborach prezydenckich 15 października 2014 były minister obrony Filipe Nyusi. 